# 聖心女子大学
聖心女子大学（せいしんじょしだいがく,英語: University of the Sacred Heart, Tokyo）は東京都渋谷区広尾四丁目3番1号に本部を置く日本の私立大学。1916年創立、1948年大学設置。

## 概要
開校は1916年（大正5年）である。私立聖心女子学院高等専門学校を前身とし、1948年（昭和23年）、新学制により聖心女子大学として発足した。日本最初の女子大学の一つで、初代学長はエリザベス・ブリッドである。
1800年にフランスで設立された女子修道会「聖心会」を母体とし、世界42カ国に170校の姉妹校を持つ。現在の聖心会総本部はイタリア・ローマにある。広尾の大学構内には聖心会日本管区本部のほか、付属研究機関としてキリスト教文化研究所、カトリック女子教育研究所が設置されている。

## 年表

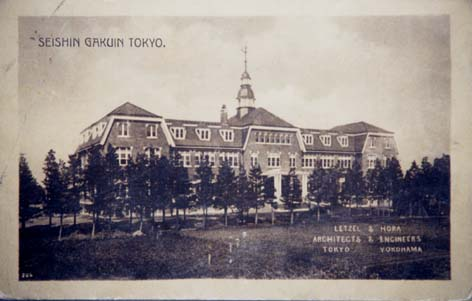
1909年竣工の聖心女子学院校舎（ヤン・レッツェル設計、関東大震災で倒壊）。正門のみ現存し、聖心女子学院初等科・中等科・高等科の正門となっている。

- 1908年（明治41年）- 聖心会オーストラリア管区から4人のシスターが横浜に上陸（1月1日）。非公式に語学校を開設（4月13日）。財団法人私立聖心女子学院設立認可（6月1日）[1]。
- 1910年（明治43年）- 日本人子弟を対象とする高等女学校・小学校を開校[2]
- 1915年（大正04年）- 私立聖心女子学院高等専門学校設置認可[3]。
- 1916年（大正05年）- 私立聖心女子学院高等専門学校を開校[4]。予科2年、本科3年の英文科を設置。最初の入学者は4名[5]。
- 1923年（大正12年）- 関東大震災でヤン・レッツェル設計の校舎が倒壊（1928年再建）。
- 1930年（昭和05年）- 国文科を設置。
- 1937年（昭和12年）- 歴史科を設置。
- 1944年（昭和19年）- 私立聖心女子学院高等専門学校を聖心女子学院専門学校と改称[6]。
- 1945年（昭和20年）- 東京大空襲により再び校舎を焼失。
- 1948年（昭和23年）- 聖心女子大学開学。文学部（外国語外国文学科、国語国文学科、歴史社会学科、哲学科）設置。
- 1949年（昭和24年）- 兵庫県宝塚市に小林分校（一般教育2年課程）を設置。
- 1950年（昭和25年）- 旧制聖心女子学院専門学校閉校[7]。
- 1951年（昭和26年）- 文学部教育学科設置。
- 1952年（昭和27年）- 大学院文学研究科（英文学専攻、国文学専攻、史学専攻）修士課程設置。
- 1957年（昭和32年）- 教育学科に心理学専攻と初等教育学専攻を設置。カトリック文化研究所を開設。
- 1966年（昭和41年）- 小林分校を廃止、東京本校に統合。
- 1971年（昭和46年）- カトリック文化研究所をキリスト教文化研究所へ改称。
- 1972年（昭和47年）- 歴史社会学科に人間関係専攻を増設。
- 1974年（昭和49年）- 校歌を制定（團伊玖磨作曲）[8]。
- 1993年（平成05年）- 歴史社会学科に国際交流専攻を増設。
- 1995年（平成07年）- 大学院文学研究科の国文学専攻を日本文学専攻へ改称。大学院文学研究科修士課程に人間科学専攻を設置。
- 1997年（平成09年）- 大学院文学研究科に人間科学専攻博士後期課程を設置。人間科学専攻修士課程を博士前期課程へ改称。
- 1999年（平成11年）- 大学院文学研究科修士課程に哲学専攻を設置。
- 2000年（平成12年）- 心理教育相談所を設置。
- 2001年（平成13年）- 大学院文学研究科に人文学専攻博士後期課程を設置。
- 2004年（平成16年）- 大学院文学研究科修士課程に社会文化学専攻を設置。大学院文学研究科の英文学専攻を英語英米学専攻へ、日本文学専攻を日本語日本文学専攻へ改称。
- 2006年（平成18年）- 大学院文学研究科博士後期課程に社会文化学専攻を設置。社会文化学専攻修士課程を博士前期課程へ改称。
- 2007年（平成19年）- 外国語外国文学科を英語英文学科へ改称。
- 2014年（平成26年）- 史学科、人間関係学科、国際交流学科、心理学科を設置。
- 2017年（平成29年）- 4号館（聖心グローバルプラザ）を開設。館内にグローバル共生研究所を設置。旧久邇宮邸が国の重要文化財に指定される。学寮「もみじ寮」竣工。
- 2018年（平成30年）- 学寮「さくら寮」、中央棟竣工。
- 2019年（平成31年）- 文学部を現代教養学部に改称。英語英文学科を英語文化コミュニケーション学科に改称、国際交流学科にグローバル社会コースと異文化コミュニケーションコースを設定。

## 基礎データ

### 所在地
- 東京都渋谷区広尾四丁目3-1

### 象徴
- 校章

キリストと聖母マリアの聖心（みこころ）を表す2つのハートを百合の花が囲み、さらに「UNIVERSITAS TOKIENSIS A SACRO CORDE」のラテン語の文字が四囲を囲むデザインとなっている。
- 校歌

「若いいのちよ」（1974年制定、作曲：團伊玖磨）
- モットー

「UBI CARITAS, IBI DEUS」
- 制服

入学式や卒業式などの大学行事では着用が義務付けられている。

## 組織

### 学部
- 現代教養学部
  - 英語文化コミュニケーション学科
  - 日本語日本文学科
  - 史学科
  - 人間関係学科
  - 国際交流学科
  - 哲学科
  - 教育学科
    - 教育学専攻
    - 初等教育学専攻

  - 心理学科

### 大学院
- 文学研究科
  - 英語英文学専攻（修士課程）
  - 日本語日本文学専攻（修士課程）
  - 史学専攻（修士課程）
  - 社会文化学専攻（博士前期課程・博士後期課程）
  - 哲学専攻（修士課程）
  - 人文学専攻（博士後期課程）
  - 人間科学専攻（博士前期課程・博士後期課程）

### 附属機関
- カトリック女子教育研究所（法人本部の附属機関）
- グローバル共生研究所
- キリスト教文化研究所
- 心理教育相談所ひまわり
- マーガレットルーム（子育て支援室）

## 大学関係者と組織

### 大学関係者一覧
- 聖心女子大学の人物一覧

## 学内施設
聖心女子大学のキャンパスはもとの久邇宮邸であり、香淳皇后が幼少を過ごした地、結婚の折にはこの地から宮中に向かった。正門とパレスと呼ばれる伝統的日本家屋は、当時のものがそのまま修復保存されている。上皇后美智子の出身大学でもある。
江戸時代には、幕末の安政の五カ国条約締結時など重要な時期に、幕府の老中首座を務めた下総国佐倉藩主、堀田正睦を出した堀田家の下屋敷だった。日本赤十字医療センター、日本赤十字看護大学、広尾ガーデンヒルズの敷地に跨っていた、今でも西麻布方面からの上り坂を堀田坂と称するなど、名残がある。
- パレス - 皇族の旧久邇宮邸の御常御殿として1924年（大正13年）に建設された。森山松之助設計。1947年（昭和22年）購入[10]。2017年、国の重要文化財に指定された[11]。
- マリアンホール - 1954年（昭和29年）竣工。竹腰健造設計。会議室や応接室、講堂を備えている[13][14]。
- 聖堂 - 1959年（昭和34年）に献堂された。
- 図書館 - 1975年（昭和50年）竣工。約44万冊の蔵書を有する[13]。

## 課外活動
委員会（学生会役員会および聖心祭実行委員会）、文化系・体育系・公演系の各クラブ、同好会・愛好会、マグダレナ・ソフィアセンターとの協働によるカトリック・ボランティア系のサークルがある。

## 対外関係

### 他大学との協定
渋谷4大学連携単位互換制度
- 青山学院大学、國學院大學、実践女子大学および実践女子大学短期大学部

交流学生制度
- 上智大学、東京音楽大学、日本赤十字看護大学

交換・推薦留学協定校
- フランス国立東洋言語文化大学（フランス）
- リヨン・カトリック大学（英語版）（フランス）
- パリ・カトリック大学（フランス）
- ヴュルツブルク大学（ドイツ）
- ローハンプトン大学（イギリス）
- リーズ・トリニティ大学（英語版）（イギリス）
- ヴェネツィア・カ・フォスカリ大学（イタリア）
- サンティアゴ・デ・コンポステーラ大学（スペイン）
- シアトル大学（アメリカ）
- マンハッタンビル大学（英語版）（アメリカ）
- サンフランシスコ大学（アメリカ）
- カリフォルニア大学デイビス校（アメリカ）
- ハワイ大学カピオラニ・コミュニティ・カレッジ（ハワイ）
- モントリオール大学（カナダ）
- ラバル大学（カナダ）
- オーストラリア・カトリック大学（オーストラリア）
- 韓国カトリック大学（韓国）
- ソウル女子大学（韓国）
- 輔仁大学（台湾）
- 文藻外語大学（台湾）